# 迪欧什耶内
迪欧什耶内，是匈牙利诺格拉德州所辖的一个村。总面积57.50平方公里，总人口2936，人口密度51.1人/平方公里（2011年1月1日）。